# Liste der Monuments historiques in Machault (Seine-et-Marne)
Die Liste der Monuments historiques in Machault (Seine-et-Marne) führt die Monuments historiques in der französischen Gemeinde Machault auf.

## Liste der Bauwerke
| Bezeichnung       | Beschreibung | Standort | Kennzeichnung | Schutzstatus | Datum | Bild           |
| ----------------- | ------------ | -------- | ------------- | ------------ | ----- | -------------- |
| Kirche St-Vincent |              | (Lage)   | PA00087071    | Inscrit      | 1945  | weitere Bilder |

## Liste der Objekte
Zum Verständnis siehe: Kirchenausstattung
- Monuments historiques (Objekte) in Machault (Seine-et-Marne) in der Base Palissy des französischen Kultusministeriums